# Around the world (m.o.v.e의 음반)
《around the world》(어라운드 더 월드)는 move의 두 번째 싱글 앨범이다.

## 개요
- 전자악기를 기반으로 사운드를 튜닝했으며 이니셜 D 애니메이션의 첫 번째 타이틀 곡
- 첫 번째 싱글인 ROCK IT DOWN보다 보컬인 yuri의 파트가 증가했다.
- 애니메이션의 사운드 트랙인 「Super Eurobeat Presents Initial D -D Selection-」에는 곡의 구성을 약간 재배치한 버전이 수록되어 있으며 아케이드 게임이나 가정용 게임(플레이 스테이션 용)에 채용된 음원은 이쪽이다.
- 한국에서는 남녀혼성그룹인 코요테가 가사를 번역해 부르기도 했다.

## 수록곡
1. around the world

- 작사: motsu, 작곡: t-kimura
- 후지 TV계 애니메이션 이니셜 D 오프닝 테마 송

1. around the world(in the midnight (work) mix)
2. around the world(tv mix)